# Stjepan Crnota
Stjepan Crnota (Stefano Cernotto, Rab, ? (kraj 15. st.) - Venecija, 1548.), renesansni slikar iz Hrvatske koji je djelovao u Veneciji.
Stjepan je porijeklom iz rapske plemićke obitelji Crnota (Črnota), djelovao je pod Mlecima početkom 16. stoljeća kao Stefano Cernotto, isprva kao učenik u glasovitoj Tizianovoj slikarskoj radionici. Tridesetih godina djelovao u Veneciji kao uvažen majstor, slika realistične prizore koji su inovacija u venecijanskom slikarstvu. Od njegovih se djela pod utjecajem Tiziana i Veronesea ističe Izgon trgovaca iz hrama, u Duždevoj palači.